# 珠江三角洲绿道网广州段
珠江三角洲绿道网广州段，简称广州绿道，是珠江三角洲绿道网的一部分，由省1号绿道、省2号绿道、省3号绿道、省4号绿道及其支线组成。截至2011年1月7日，广州已建成绿道1060公里，并覆盖市域所有市辖区及县级市。